# Ahmed Shobair
Ahmed Abdelaziz Shobair (né le 28 septembre 1960 à Tanta) est un footballeur égyptien qui évoluait au poste de gardien de but.

## Biographie
Il a gardé les buts du club d'Al Ahly SC et de l'équipe nationale égyptienne avec laquelle il a disputé la coupe du monde 1990. Il a été élu trois fois meilleur gardien arabe (en 1987, 1989 et 1996).
Après sa carrière de joueur, Shobair s'est lancé en politique. Vice-président de la Fédération égyptienne de football, il siège également au Parlement égyptien sous les couleurs du Parti National Démocrate.
Il anime également aujourd'hui des émissions pour la télé égyptienne et commente des matchs de football. Il a commencé pour AlHayat TV dans un show TV appelé Le football avec Shobeir (الكرة مع شوبير, El Kora Ma'a Shobeir).

## Palmarès
(avec Al-Ahly)
- 7 fois vainqueur du Championnat d'Égypte
- 5 fois vainqueur de la Coupe d'Egypte
- 1 fois vainqueur de la Ligue des champions de la CAF en 1987
- 4 fois vainqueur de la Coupe d'Afrique des vainqueurs de coupe
- 1 fois vainqueur de la Ligue des Champions arabes (1996)
- 1 fois vainqueur de la Coupe arabe des vainqueurs de coupe (1995)